# Ablacher Seen
Die Ablacher Seen (Baggersee Lutz, umgangssprachlich Lutzensee) sind zwei, ursprünglich drei Baggerseen westlich von Krauchenwies, einer Gemeinde im Landkreis Sigmaringen in Baden-Württemberg, Deutschland. Sie gehören zur so genannten „Krauchenwieser Seenplatte“ im Naturpark Obere Donau.

## Geographie
Die Ablacher Seen bestehen heute aus dem westlichen, größeren „Obersee Postwiesen“ und dem östlichen, kleineren „Untersee Postwiesen“. Diese sind durch einen Damm voneinander abgetrennt. Auf der Nord(west)seite der Seen fließt hier die Ablach in ihrem begradigten Bett von Südwest nach Nordost.
Bei den Seen handelt es sich um Grundwasserseen menschlichen Ursprungs: Sie entstanden durch den Nassabbau von Kies. Der abgebaute Kies wurde hier im Ablachtal und in der Umgebung durch eine eiszeitliche Moräne vor rund 18.000 Jahren abgelagert. Als die Gletscher abtauten, musste das Schmelzwasser abfließen. Die Schmelzwasserflüsse schotterten die alten Täler auf. Dieser Schotter wurde beim Vorrücken des Gletschers nochmal überdeckt und es bildeten sich so genannte Vorstoßschotter.
Die ehemalige Baggerseen verfügen über keinen natürlichen Zulauf oder Ablauf. Jedoch werden sie neben dem Grundwasser auch anteilig durch das Sickerwasser der hier lediglich 20 Meter entfernten Ablach gespeist. Der Obersee hat an seinem Nordostufer einen Dammdurchstich mittels eines Betonrohrs zum Untersee. Der Untersee entwässert im Nordostufer über ein künstliches Ablaufbauwerk, ebenfalls ein einfaches Betonrohr zur Ablach.
Die Krauchenwieser Seenplatte wird hier lediglich durch den Fürstlichen Park und den Wildpark Josefslust unterbrochen. Im Fürstlichen Park liegt die Mündung des Andelsbachs in die Ablach.

## Geschichte

### Entstehung
Die Seen sind Folge des Nassabbaus von Kies durch die 1897 gegründete, ehemalige Krauchenwieser Firma Josef Lutz & Sohn GmbH im Gewann Postwiesen. Sie betrieben hier ein Betonwerk mit den Sparten Transportbeton und Fertigung von Betonrohren. Die umgangssprachliche Bezeichnung „Lutzensee“ für die Seen ist auf dieses Betonwerk zurückzuführen.
Der Nassabbau schritt von Südwest nach Nordost fort. Die Kiesabbaufläche Obersee hatte zum Ende des 20. Jahrhunderts ihre endgültige Größe erreicht, so dass nun das Kiesaufkommen in Richtung Fürstlichen Park im Gewann Unterlachen ausgebeutet wurde. Die ursprünglich zwei westlichen Baggerseen wurden durch das Entfernen eines Fahrdamms bei Renaturierungsmaßnahmen 2007/2008 zu einem Gewässer vereinigt. Ende 2008/Anfang 2009 hatte auch die Kiesabbaufläche Untersee ihre endgültige Größe erreicht. Die damalige Genehmigung erfolgte unter der Auflage, dass nach Abschluss der Kiesförderung eine Rekultivierung vorgenommen wird. Die Firma hat diese Rekultivierung nicht durchgeführt, nach dem Eintreten der Insolvenz blieb diese Auflage unerfüllt.
Eine Genehmigung für einen weiteren Nassabbau im Gewann Rosenwiese zwischen dem Baggersee Lutz und dem Josef-Lutz-Stadion unterhalb von Ablach kam nie über die Projektierung hinaus. Hier sollte auf einer Abbaufläche von 6,5 Hektar ein weiterer Baggersee, der „See Rosenwiesen“, entstehen, es sollten und in 8 bis 14 Jahren 600.000 Kubikmeter Kies gewonnen werden. Eine mobile Anlage hätte die Aufgaben des aus den 1950er Jahren stammenden Fabrikgebäudes übernehmen sollen.
Da die Standsicherheit des Dammes durch Abbrüche an der Böschung als gefährdet eingeschätzt wurde, musste das Landratsamt Sigmaringen im April/Mai 2015 im Rahmen einer Ersatzvornahme eingreifen. Es wurde Kiesmaterial an der Böschung verfüllt und die Dammkrone teilweise erhöht. Zudem mussten alle Großgehölze auf dem Damm gerodet werden. Am Böschungsfuß wurden Schilfsoden zur Abstützung eingebracht. In einem späteren Schritt sollen Flachwasserzonen hergestellt werden. Die Finanzierung der Maßnahmen erfolgte über eine zu Zeiten des Genehmigungsverfahrens hinterlegten Bürgschaft.

### Nutzung

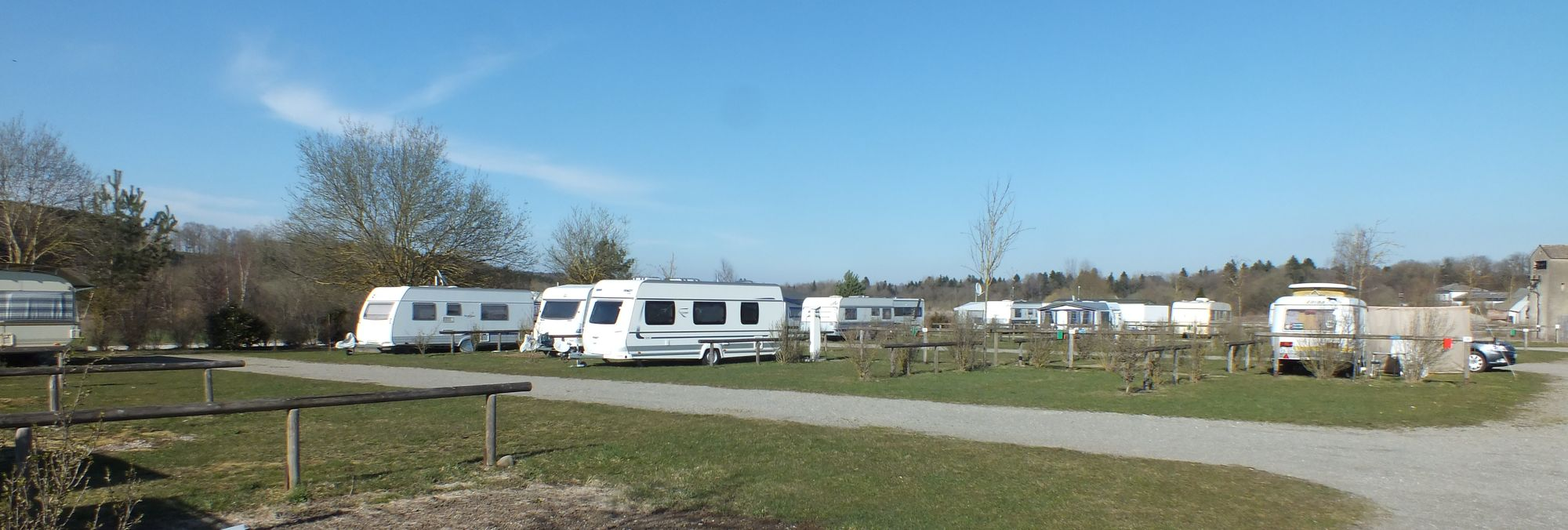
Heutiger Campingplatz „Seencamping Krauchenwies“ am Südufer (2015)

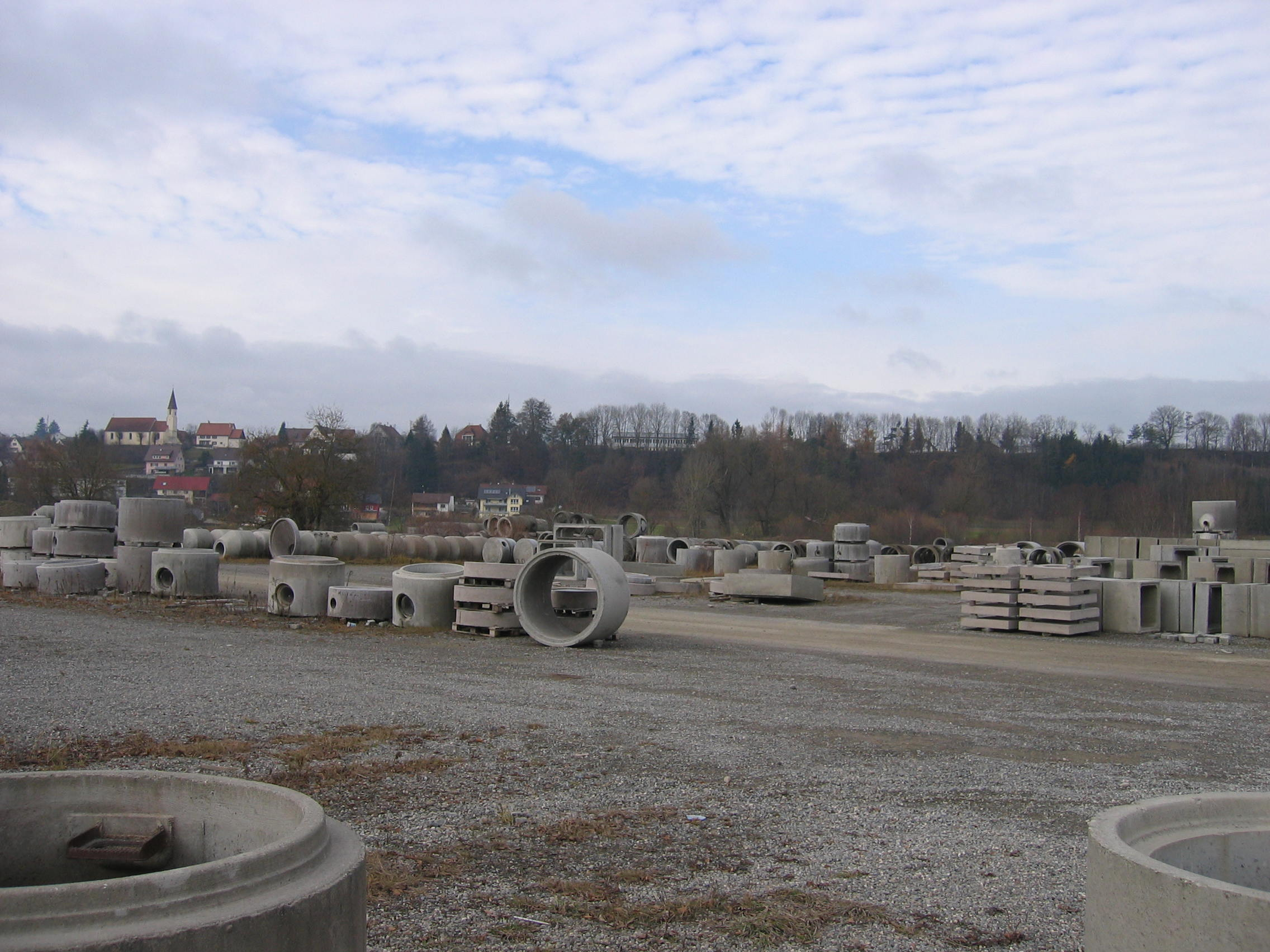
Damalige Lagerplatz der Fertigrohrteile der Firma Lutz Beton und Kies (2007)

Pächter des Obersees ist der Fischereiverein Forelle Albstadt Zollern-Alb-Kreis 1966 e. V. der den See von der Firma Lutz Beton und Kies als Eigentümerin gepachtet hat und auf dem See Angelfischerei mit Tageskarten betreibt.
Der Untersee ist seit Anfang 2008 Eigentum des Fischereivereins Neufra/Hohenzollern 1996 e. V. Das Angeln ist mit gültiger Jahreskarte erlaubt. Schwimmen, Bootfahren und offenes Feuer sind untersagt.
Die Firma Lutz Beton und Kies betrieb am südlichen Seeufer des Obersees den Campingplatz „Ablacher Seen“, welcher inzwischen von der Fa. HLS CS GmbH übernommen wurde. Der Name wurde zu „Seencamping Krauchenwies“ geändert.
Der Verein „Natur und Landschaft e. V.“ aus Krauchenwies hat zwischen 2011 und 2013 den „Naturerlebnispfad Ablacher Seen“, ein Schautafel geführter Rundweg mit Sitzbänken, Nistkästen, Insektenhotel und Naturbeobachtungsturm im Uferbereich der Ablach, errichtet. Er konnte durch die „72-Stunden“-Sozialaktion des Bundes der Deutschen Katholischen Jugend (BDKJ) vom 13. bis 16. Juni 2013 fertiggestellt werden. Neben zweier Eingangstafeln informieren Tafeln zu den Themen Natura 2000, Biber, Raue Rampe, Vögel, Sukzession, Wildbienen, Pflanzen am Gewässer, Fische im See, Fließgewässer als Lebensraum für Fische und Wasservögel.
Der Krauchenwieser Gemeinderat beschloss am 10. März 2009 den Bebauungsplan „Ablacher Seen“ als Satzung.

## Ökologie

### Fauna
Im Ornithologischen Jahresbericht 2005 über die Vogelwelt der Krauchenwieser Baggerseen wurden u. a. auch von Brutpaaren folgender Vogelarten berichtet: Flussregenpfeifer, Eisvogel und Prachttaucher.
Der Fischbestand weist folgende Fischarten auf: Hecht (Rekord 37 Pfd. und 132 cm), Zander, Barsche, Regenbogenforellen, Karpfen (Rekord 34 Pfd.), Schleie, Brasse, Döbel, vereinzelt Welse, Aale und verschiedene Weißfischarten.
Vereinzelte Spuren geben Auskunft über die rege Tätigkeit zweier sich seit Herbst 2005 am Steidlesee III (See nordwestlich der L 456) eingefundenen Biber. 2014 begann der Biber an seiner Burg am Nordufer des Obersees in der Nähe des Dammweges charakteristisch Holz aufzuschichten.

### Flora
Mit der Einrichtung eines Campingplatzes gingen weitgehende Renaturierungsmaßnahmen des Uferstreifen voran. So wurden am östlichen See Wälle aufgeschüttet und der Uferbereich abgeflacht. Hier soll ein breiter Schilfgürtel entstehen. Am Nordwestteil dieses Sees soll eine Flachwasserzone entstehen.

### Sediment
Die durchschnittliche Sichtweite liegt bei 2,32 Meter.

### Wasserqualität
Die Bewertung der Wasserqualität durch das Regierungspräsidium Tübingen ergab in den letzten Jahren (2002 bis 2007) einen zum Baden gut geeigneten hygienischer Zustand. Die Anzahl von Coliformen Keimen lagen meist unter 30, die der Fäkalcoliformen Keime ebenfalls unter 30, bei einer 100-ml-Wasserprobe. Bei Untersuchungen des Verbraucher-Magazins Öko-Test zwischen 2001 und 2003 wurden dem Baggersee Lutz ebenfalls gute Werte bescheinigt. Es wurde zudem auf Phenol, Tenside und Mineralöle getestet, alle Werte waren unterhalb der Grenzwerte.
Am 26. Februar 2008 barst die Haupthydraulikleitung an einem Kiesförderbagger beim Untersee und es traten 150 bis 200 Liter Hydrauliköl aus. Ein Großteil des Öls konnte durch Sicherungsmaßnahmen der Firma aufgefangen werden. Ein geringerer Teil gelangte in den kiesigen Untergrund. Mit Ölbindemittel verhinderte die Freiwillige Feuerwehr Krauchenwies, dass der Baggersee verunreinigt wurde. Die verunreinigten Kiesschichten wurden abgetragen und entsorgt.

### Schutzstatus
Große Teile der Seen sind als Fauna Flora Habitat (FFH) geschützt.

## Trivia
- Josef-Lutz-Stadion: Das Josef-Lutz-Stadion westlich des Sees, im Gewann „Boschenwiesen“, am Ortseingang Ablach ist dem 1999 verstorbenen Unternehmer Josef Lutz gewidmet.

## Belege
1. ↑  Bebauungsplan für Ablacher Seen. In: Südkurier. 5. Juli 2007.
2. 1 2 3  Rekultivierungsmaßnahmen aus der ehemaligen Kiesgenehmigung bei Lutzer See in Krauchenwies. In: Blättle. Mitteilungsblatt der Gemeinde Krauchenwies mit den Ortsteilen Ablach, Bittelschieß, Ettisweiler, Göggingen und Hausen. 56. Jg./ Nr. 17, 24. April 2015.
3. 1 2  Martina Goldau (mag): Krauchenwieser Seenplatte wird größer. In: Südkurier. 12. Mai 2006.
4. ↑  Neusch: Angler haben keinen See mehr zum Fischen. In: Südkurier. 4. März 2008.
5. ↑  Rundwanderweg Ablacher See (Memento vom 3. April 2015 im Internet Archive), abgerufen am 3. April 2015.
6. ↑  Information zur Badestelle Baggersee Lutz (Seite dauerhaft nicht mehr abrufbar, festgestellt im Juli 2024. Suche in Webarchiven) des Regierungsbezirks Tübingen Region Bodensee-Oberschwaben